# Kasia Kmita
Kasia Kmita (ur. 27 kwietnia 1972 w Nowej Rudzie) – polska malarka.

## Życiorys
Kasia (Katarzyna) Kmita ukończyła  Liceum Ogólnokształcące im. H. Sienkiewicza w Nowej Rudzie w klasie matematyczno-fizycznej.
W latach 1991-1996 studiowała na Akademii Sztuk Pięknych im. Eugeniusza Gepperta we Wrocławiu w pracowniach Józefa Hałasa i Stanisława Kortyki. W 1996 r. uzyskała dyplom na Kierunku Malarstwo.
Mieszka i pracuje we Wrocławiu.

## Twórczość
Kasia Kmita jako pierwsza przeniosła wycinankę do świata sztuki współczesnej. Głównym motywem jej twórczości są przemiany kulturowe związane ze zmianą ustrojową, życie codzienne, popkultura oraz portret.
Swoją drogę artystyczną rozpoczęła od malarstwa abstrakcyjnego i malarstwa materii. W latach 1996-2003 tworzyła cykle pasteli traktując tę technikę w sposób niekonwencjonalny oraz obrazy stworzone z matryc graficznych, za które dostała nagrodę w Konkursie Malarskim im. Eugeniusza Gepperta w 1998 r.
W 2003 r. rozpoczęła cykl “Wycinanki” zaprezentowany w 2004 r. na festiwalu Survival we Wrocławiu. Kmita opowiada o przemianach ustrojowych w Polsce po 1989 r. wplatając w dawną formę wycinanki ludowej elementy współczesnej popkultury.
Od 2016 r. rozpoczęła kolejny cykl prac inspirowanych sztuką ludową “Kodry”. Cykl ten przedstawia sceny rodzajowe współczesnego świata. Inspiracją są współczesne postaci (“Warszatat Woni Marty Gessler”, “Restauracja Charlotte”, “Jaga Hupało Born to create”) oraz wydarzenia (“Panorama Horyzontalna. Kodry.” w 2019 r. prezentowana w ramach sceny artystycznej Międzynarodowego Festiwalu Filmowego Nowe Horyzonty).
Odnosząc się do zabiegu jaki zastosował Władysław Reymont w powieści „Chłopi”, gdzie portret ludzkiej egzystencji silnie związany jest ze zmieniającymi się porami roku, prace z cyklu „Kodry” mają na celu ukazanie życia współczesnych ludzi, w którym naturalny rytm przyrody został zastąpiony rytmem wydarzeń społecznych i kulturalnych (święta, urlopy, festiwale, koncerty itp.) Zastosowanie dawnej techniki stanowi istotę formalną prac, których idea opiera się na łączeniu kultury ludowej z elementami nowoczesnymi, a także twórczym dostosowaniu jej do współczesności.
Kasia Kmita od roku 2016 równolegle tworzy portrety, w technice wycinanego akrylu, które cechuje przestrzenność i reliefowość formy, uzyskana poprzez nakładanie na siebie wielu warstw.
Od 2019 r. tworzy wielkoformatowe malarstwo na płótnie przypominające do złudzenia jej prace w technice wycinanego akrylu.
W 2021 r. w Muzeum Powstania Warszawskiego stworzyła wystawę z nieżyjącą artystką Janiną Różą Giedroyć-Wawrzynowicz pt.: “Hello Helka”.
W 2022 stworzyła cykl "Widoki" to seria 10 obrazów w dawnej, często już zapomnianej technice, tworzenia obrazów ze słomy.
Jest pierwszą kobietą, która podjęła się reinterpretacji artystycznej aksonometrycznego planu Wrocławia z roku 1562 “Contrafactur der Stadt Breslau” autorstwa Barthela Weihnera. Powstał obraz o identycznych wymiarach (186 x 187 cm) wykonany w technice wycinanego akrylu. Zaprezentowany na indywidualnej wystawie pt. “Contrafactur” w Ratuszu Miejskim we Wrocławiu w 2023 r.

## Nagrody, stypendia
- 2023 r. Stypendium Prezydenckie Wrocławia
- 2022 r. Stypendium Ministra Kultury i Dziedzictwa Narodowego
- 2020 r. Stypendium Ministra Kultury i Dziedzictwa Narodowego „Kultura w sieci”
- 2017 r. Stypendium Ministra Kultury i Dziedzictwa Narodowego
- 2016 r. Finalistka 10. NAGRODY ARTE LAGUNA, Nappe Arsenale, Wenecja
- 2011 r. Stypendium Ministra Kultury i Dziedzictwa Narodowego
- 2007 r. Wyróżnienie czasopisma „Łossskot” za najciekawszą postać kultury
- Nagroda na Biennale „Rybie Oko 4”.
- Nagroda „ELLE Trophy”
- 1996 r. Nagroda Ministra Kultury i Sztuki "Promocje '96"
- 1996 r. Nagroda Rektora Akademii Sztuk Pięknych we Wrocławiu, „Konkurs im. Eugeniusza Gepperta”

## Wybrane wystawy indywidualne
- 2023 r. „Contrafactur” Muzeum Miejskie Wrocławia, Stary Ratusz, Wrocław[6]
- 2023 r. „Parada czyli podobieństwo do osób i zdarzeń”, MOS, Gorzów Wielkopolski
- 2021-2022 r. „Przekrój” galeria Geppart, Wrocław[7]
- 2021 r. „Ćwiczenia z wyobraźni” w ramach Sympozjum Wrocław 70/20, Muzeum Architektury, Wrocław[8]
- 2020-2021 r. „Foyer” Kino Muranów, Krupa Gallery, Warszawa[9]
- 2020 r. „Pracownia Portretowa” w ramach programu „Kultura w Sieci”
- 2019 r. „Panorama Horyzontalna. Kodry”  Krupa Gallery w TIFF Center w ramach Sceny Artystycznej 19. MFF Nowe Horyzonty, Wrocław[10]
- 2016 r. „Kim byś była, gdybyś była kim chcesz” Mieszkanie Gepperta, Wrocław[11][12]
- 2013 r. „Menu” Galeria Manhattan, Łódź
- 2012 r. „Wytnij-Wklej” Galeria Olimpia, Kraków[13]
- 2012 r. “Must have it” BWA w Bielsku-Białej
- 2011 r. “Must have it” BWA we Wrocławiu[14]
- 2011 r. “Sklep z pamiątkami” Kordegarda, Warszawa
- 2011 r. “Dobre bo polskie” Galeria-1, Centrum Olimpijskie, Warszawa
- 2010 r. „Wycinanki”, Instytut Polski w Sofii, Bułgaria
- 2009 r. „Parada wycinanek”, Latająca Galeria, Warszawa[15]
- 2009 r. „Wycinanki”, instytut Polski w Budapeszcie, Węgry
- 2007 r. “Wycinanki”, BWA Wrocław, Bielska Galeria Sztuki, Ustka, Galeria Zero, Berlin, Niemcy
- 2002 r. “Kojące działanie liczby mnogiej”, Galeria Karowa, Warszawa

## Wybrane wystawy zbiorowe
- 2023 r. „ Jeśli chcemy, by wszystko pozostało jak jest, wszystko musi się zmienić”, Krupa Art Foundation, Wrocław[16]
- 2023 r. „ Masa krytyczna”, Oblatów 4, Katowice[17]
- 2021 r. „ Hello Helka. Nowelka na papier i wojnę”, Muzeum Powstania Warszawskiego, Warszawa z nieżyjącą artystką Janiną Różą Giedroyć-Wawrzynowicz[3]
- 2018 r. „Kot Schrodingera. Wobec tradycji” Galeria Miejska, Wrocław[18]
- 2017 r. „Bielska Jesień” BWA Bielsko-Biała[19]
- 2016 r. „Sztuka szuka IQ” wystawa w ramach ESK 2016, NFM, Wrocław[20]
- 2016 r. „SURVIVAL 14” Fabryka Automatów Tokarskich, Wrocław[21]
- 2016 r. „PRACE RĘCZNE” Galeria Olimpia, Kraków
- 2015 r. „JEST/NIE MA” Muzeum Współczesne Wrocław, Wrocław
- 2015 r. „OSTRALE’15” Drezno, Niemcy
- 2015 r. „Arte Laguna Prize” Wenecja, Włochy
- 2015 r. „16 lat” Galeria Olimpia, Kraków
- 2014 r. “MIDNIGHT SHOW II” BWA Dizajn ,Wrocław
- 2014 r. ”SURVIVAL” dawny budynek Instytutu Farmacji Akademii Medycznej we Wrocławiu
- 2014 r. „UKŁAD PLANETARNY” Galeria Miejska, Wrocław
- 2009 r. “20 YEARS AFTER POLISH ART AFTER COMMUNISM”, Dam 27, Amsterdam, Holandia  BiB w Sassenheim, Holandia
- 2009 r. „folk-art-NOW!”, Guter Bahnhof, Brema, Niemcy
- 2007 r. “Herzlich wir kommen”, Galeria Pokusa, Wiesbaden, Niemcy
- 2007 r. “Idolatrie”, Galeria Klimy Bocheńskiej, Warszawa
- 2006 r. “Rybie oko 4”, Bałtycka Galeria Sztuki, Ustka
- 2003 – 2006 r. „Przegląd Sztuki Survival”, Uniwersytet Wrocławski, Browar Mieszczański, Dworzec Główny PKP, Wrocław
- 2001 r. “XXXV Ogólnopolski Konkurs Malarstwa - Bielska Jesień”, BWA, Bielsko-Biała
- 2000 r. “Najgroźniejsze pędzle”, Muzeum im. Xawerego Dunikowskiego, Warszawa
- 1998 r. “XVII Festiwal Polskiego Malarstwa Współczesnego”, BWA, Szczecin
- 1998 r. “Krajowa Wystawa Malarstwa Młodych - Konkurs im. Eugeniusza Gepperta, BWA Wrocław
- 1997 r. “Bielska Jesień `97”, Galeria Bielska BWA, Bielsko Biała
- 1996 r. “Promocje `96”, Państwowa Galeria Sztuki Legnica

## Prace w zbiorach
- Dolnośląskie Towarzystwo Przyjaciół Sztuk Pięknych[22]
- Kolekcja Sztuki Galerii Bielskiej BWA[23]
- Krupa Art Foundation[16]